# Hotel Harbourmaster
El Hotel Harbourmaster (en inglés: Harbourmaster Hotel) es un hotel boutique clasificado grado II en el muelle de la ciudad costera de Aberaeron, al oeste de Gales, Reino Unido. Se encuentra ubicado en un edificio distintivo azul francés, anteriormente la casa del capitán de puerto y más tarde la posada de un ballenero, que data de 1811. El hotel, que destaca por su restaurante de mariscos, es especialmente animado durante el festival anual de mariscos Aberaeron. La Good Hotel Guide le otorgó un Premio César en 2005.